# Al-Hilla
Al-Hilla (arab. الحلة) – miasto w środkowym Iraku, leżące 100 km na południowy zachód od Bagdadu nad rzeką Szatt al-Hilla (odnoga Eufratu). Liczba mieszkańców: 215 tys. (1985), 412 tys. (1998), 510 tys. (2002). Jest stolicą muhafazy Babilon; w pobliżu znajdują się ruiny starożytnych miast: Babilonu, Borsippa i Kisz. Leży w regionie rolniczym, intensywnie nawadnianym wodą z Eufratu.
Miasto zostało założone w 1101 roku. Dużym centrum administracyjnym stało się za czasów Turków osmańskich i za panowania brytyjskiego. W 1920 wybuchło tu powstanie przeciw Brytyjczykom, w którym 300 z nich poległo.
Około 1 lipca 2003 r., w czasie amerykańskiej inwazji na Irak, Al-Hilla było miejscem dużej bitwy.
Miasto znajdowało się w polskiej strefie stabilizacyjnej.
28 lutego 2005 roku, eksplozja samochodu-pułapki w tym mieście zabiła 125 osób.